# The Journal of Nuclear Medicine
The Journal of Nuclear Medicine (J. Nucl. Med. o JNM) es una revista médica con sistema revisión por pares (peer-review) publicada por la Sociedad de Medicina Nuclear e Imagen Molecular (Society of Nuclear Medicine and Molecular Imaging).
La revista está indexada en los principales bancos de datos del sector, entre ellos Science Citation Index, Current Contents/Clinical Medicine, Current Contents/Life Sciences, BIOSIS Previews, y MEDLINE/PubMed. Según el Journal Citation Reports tiene un factor de impacto de 7.354, por lo que es la quinta revista de un total de 125 revistas en la categoría "radiología, medicina nuclear e imagen médica".
Según SCI Journal, la revista tiene un factor de impacto actula (2022) de 10,057.